# Иван Хорват (фудбалер)
Иван „Ивица“ Хорват (Сисак, 16. јул 1926 — Њивице на Крку, 27. август 2012) био је југословенски и хрватски фудбалер и фудбалски тренер.

## Каријера
Пре него што је постао фудбалер, Хорват је има одличне резултате у атлетици, био је добар рукометаш као и врло добар играч стоног тениса. Забележено је да је одлично трчао 110 метара са препонама, да је без иједног атлетског тренинга скочио 670 цм у даљ, да је у тренерци прескако 185 цм увис и да је двапут био најбољи у СР Хрватској. Играо је рукомет и био атлетичар у загребачком клубу ХШК Конкордија, а фудбал је играо у омладинској екипи СК Ферариа, чији је тренер био некадашњи репрезентативац Данијел Премерл - „Нурми“.
Одигравши око 180 утакмица за СК Ферариа, Хорват се развио у одличног одбрамбеног играча, а кад је основан Динамо Загреб, постао је члан овог клуба и у њему доживео највећу славу. Али још три године играо је и рукомет, а на слету СР Хрватске још једанпут је био првак у скоку у вис.
У дресу Динама, за чији је први тим дебитовао 22. јула 1945. на пријатељској утакмици против Црвене звезде (1:2), Хорват је одиграо укупно 507 утакмица и постигао 28 голова. Освојио је и две титуле првака Југославије (1948. и 1954) и једном Куп Југославије 1951. године.
Када се у јесен 1957. опростио од Динама, наставио је каријеру у немачкој екипи Ајнтрахт Франфурт, чији је члан био три године, али је због теже болести био принуђен да пре времена заврши играчку каријеру.

## Репрезентација
За репрезентацију Југославије Хорват је одиграо 60 утакмица и није постигао гол, али је занимљиво постигао један аутогол против Западне Немачке (0:2) на Светском првенству 1954.
Дебитовао је на првој послератној међудржавној утакмици, 9. маја 1946. године против Чехословачке (2:0) у Прагу. На Светском првенству 1950. у Бразилу играо је на све три утакмице репрезентације.
Био је члан „олимпијског тима“ који је 1952. године у Финској освојио сребрну медаљу
Играо је и на Светском првенству 1954. у Швајцарској и бриљирао на најбољој утакмици Југославије против Бразила (1:1), али је на утакмици против будућег светског првака Западне Немачке (0:2) постигао аутогол. Због неспоразума са Беаром, једну лопту главом хтео је да врати нашем голмау, али је она поред његове руке одлетела у мрежу.
Две године касније, 28. новембра 1956. на утакмици против Енглеске (0:3) у Лондону, одиграо је шездесету, последњу утакмицу у дресу репрезентације.

## Тренерска каријера
Након играчке каријере посветио се тренерском позиву. Прво је био помоћни тренер Ајнтрахта из Франкфурта, а 1964. постао и главни. Од 1967. до 1970. је водио Динамо Загреб, када је клуб освојио Куп сајамских градова 1967. и Куп Југославије 1969. Након Динама водио је још ПАОК, Шалке 04 и Рот Вајс Есен. Хорват је добитник Златне плакете и Златне лопте ФСЈ.